# Heraldische clan
Een heraldische clan (ród herbowy) in Polen bestond uit alle szlachta dragers van hetzelfde wapenschild. De leden van een heraldische clan waren niet noodzakelijk verbonden door bloedverwantschap. Wel streden clanleden vaker zij aan zij in de strijd. het was tussen 1350 en 1450 gebruikelijk dat een edelman 'van de clan …' achter zijn familienaam had staan. Dit concept van wspólność herbów of 'gemeenschappelijk bezit van wapens' was uniek voor de Poolse heraldiek.

## Oorsprong
Er gaan verschillende theorieën rond over de oorsprong van de heraldische clan. Clannamen zoals Dołęga en Doliwa zijn duidelijk afgeleid van strijdkreten. Anderzijds noemen historici de term Rod klientarny (clan van cliënten). Zo is het in het verleden voorgekomen dat de koning in de rol van een sponsor ridders aan een bepaalde clan toewees. Ook kwam het voor dat prominente edelmannen vrienden en andere relaties in hun clan 'ontvingen'. Een ander theorie wordt door veel historici omarmd als 'zeer plausibel', namelijk dat de heraldische clans zijn opgericht om clanleden te beschermen tegen de nagana szlachecka (test van adellijkheid), die vaak ervaren werd als lastig en een vernedering.

## Koninklijke clanleden
- Michaël Korybut Wiśniowiecki (1640-1674), koning van Polen en grootvorst van Litouwen. Clan Korybut.
- Jan III Sobieski (1629-1696), koning van Polen en grootvorst van Litouwen. Clan Janina.
- Stanislaus Leszczyński (1677-1766), koning van Polen, grootvorst van Litouwen en hertog van Lotharingen. Clan Wieniawa.
- Stanislaus August Poniatowski (1732-1798), koning van Polen en grootvorst van Litouwen. Clan Ciołek.

## Enkele vooraanstaande clans

Clan Cholewa
Clan Ciołek
Clan Prus
Clan Odrowąż
Clan Zabawa
Clan Półkozic